# ISO 31-1
ISO 31-1은 국제 표준인 ISO 31의 일부로, 공간 및 시간과 관련된 물리량 및 물리 단위의 이름과 기호를 정의한다. 이 표준은 2006년에 ISO 80000-3으로, 2019년에 ISO 80000-3:2019로 대체되었다.

## 정의
그 정의는 다음과 같다:
| 양                            | 양                                                                               | 단위              | 단위   | 단위 | 비고 |
| 이름                          | 기호                                                                             | 이름              | 기호   | 정의 | 비고 |
| ----------------------------- | -------------------------------------------------------------------------------- | ----------------- | ------ | --- | --- |
| 각, (평면각)                  | α, β, γ, θ, φ                                                                    | 라디안            | rad    | 1 rad = 1 m⁄m = 1                                                                                                 | |
| 각, (평면각)                  | α, β, γ, θ, φ                                                                    | 도                | °      | 1° = π⁄180 rad | 숫자와 이 위첨자 스타일의 단위 기호 사이에는 공백이 없다. 도의 소수점 이하 세분화가 더 선호된다 (예: 12°30′ 대신 12.5°) |
| 각, (평면각)                  | α, β, γ, θ, φ                                                                    | 분                | ′      | 1′ = (1⁄60)° | 숫자와 이 위첨자 스타일의 단위 기호 사이에는 공백이 없다. 도의 소수점 이하 세분화가 더 선호된다 (예: 12°30′ 대신 12.5°) |
| 각, (평면각)                  | α, β, γ, θ, φ                                                                    | 초                | ″      | 1″ = (1⁄60)′ | 숫자와 이 위첨자 스타일의 단위 기호 사이에는 공백이 없다. 도의 소수점 이하 세분화가 더 선호된다 (예: 12°30′ 대신 12.5°) |
| 입체각                        | Ω                                                                                | 스테라디안        | sr     | 1 sr = 1 m2⁄m2 = 1                                                                                                | |
| 길이                          | l, L                                                                             | 미터              | m      | 미터는 빛의 속력에서와 같이 빛이 진공에서 1⁄299 792 458초 동안 이동한 경로의 길이이다.                            | |
| 너비                          | b                                                                                | 미터              | m      | 미터는 빛의 속력에서와 같이 빛이 진공에서 1⁄299 792 458초 동안 이동한 경로의 길이이다.                            | |
| 높이                          | h                                                                                | 미터              | m      | 미터는 빛의 속력에서와 같이 빛이 진공에서 1⁄299 792 458초 동안 이동한 경로의 길이이다.                            | |
| 두께                          | d, δ                                                                             | 미터              | m      | 미터는 빛의 속력에서와 같이 빛이 진공에서 1⁄299 792 458초 동안 이동한 경로의 길이이다.                            | |
| 반지름                        | r, R                                                                             | 미터              | m      | 미터는 빛의 속력에서와 같이 빛이 진공에서 1⁄299 792 458초 동안 이동한 경로의 길이이다.                            | |
| 지름                          | d, D                                                                             | 미터              | m      | 미터는 빛의 속력에서와 같이 빛이 진공에서 1⁄299 792 458초 동안 이동한 경로의 길이이다.                            | |
| 경로의 길이, (선형) 변위 벡터 | s, s                                                                             | 미터              | m      | 미터는 빛의 속력에서와 같이 빛이 진공에서 1⁄299 792 458초 동안 이동한 경로의 길이이다.                            | |
| 거리                          | d, r                                                                             | 미터              | m      | 미터는 빛의 속력에서와 같이 빛이 진공에서 1⁄299 792 458초 동안 이동한 경로의 길이이다.                            | |
| 카르테시안 좌표               | x, y, z                                                                          | 미터              | m      | 미터는 빛의 속력에서와 같이 빛이 진공에서 1⁄299 792 458초 동안 이동한 경로의 길이이다.                            | |
| 곡률 반경                     | ϱ                                                                                | 미터              | m      | 미터는 빛의 속력에서와 같이 빛이 진공에서 1⁄299 792 458초 동안 이동한 경로의 길이이다.                            | |
| 곡률                          | ϰ                                                                                | 역미터            | m−1    | | |
| 넓이                          | A                                                                                | 제곱미터          | m2     | | 농업용 면적에는 아르 (1 a = 100 m2) 및 헥타르 (1 ha = 100 a) 단위가 사용된다.                                           |
| 부피                          | V                                                                                | 세제곱미터        | m3     | | |
| 부피                          | V                                                                                | 리터              | L, l   | 1 L = 1 dm3 | 일부 글꼴에서 소문자 l이 숫자 1과 구별되지 않을 수 있으므로 대문자 L이 선호된다.                                        |
| 시간, 시간 간격, 지속         | t                                                                                | 초                | s      | 초는 세슘-133 원자의 바닥 상태 두 초미세 준위 사이의 전이에 해당하는 복사 주기의 9 192 631 770배의 지속 시간이다. | 하루의 시간 표시는 ISO 8601에 정의되어 있다.                                                                            |
| 시간, 시간 간격, 지속         | t                                                                                | 분                | min    | 1 min = 60 s | 하루의 시간 표시는 ISO 8601에 정의되어 있다.                                                                            |
| 시간, 시간 간격, 지속         | t                                                                                | 시                | h      | 1 h = 60 min = 3 600 s                                                                                            | 하루의 시간 표시는 ISO 8601에 정의되어 있다.                                                                            |
| 시간, 시간 간격, 지속         | t                                                                                | 날                | d      | 1 d = 24 h = 1 440 min = 86 400 s                                                                                 | 하루의 시간 표시는 ISO 8601에 정의되어 있다.                                                                            |
| 각속도                        | ω                                                                                | 라디안 매 초      | rad⁄s  | | ω=dφ⁄dt |
| 각가속도                      | α                                                                                | 라디안 매 초 제곱 | rad⁄s2 | | α=dω⁄dt |
| 속도                          | v (일반 기호), v (속도 벡터), c (파동의 전파 속도), u, v, w (속도 c의 구성 요소) | 미터 매 초        | m⁄s    | | |
| 속도                          | v (일반 기호), v (속도 벡터), c (파동의 전파 속도), u, v, w (속도 c의 구성 요소) | 킬로미터 매 시    | km⁄h   | | |
| 가속도, 가속도 벡터           | a, a                                                                             | 미터 매 초 제곱   | m⁄s2   | 1 g = 9.80665 m⁄s2                                                                                                | |
| 자유낙하가속도, 중력가속도    | g                                                                                | 미터 매 초 제곱   | m⁄s2   | 1 g = 9.80665 m⁄s2                                                                                                | |

## 부록 A
ISO 31-1의 부록 A는 피트, 파운드 및 초를 기반으로 하는 공간 및 시간 단위를 나열한다.

## 부록 B
부록 B는 곤, 광년, 천문단위, 파섹, 태양년, 갈과 같은 기타 비SI 공간 및 시간 단위를 나열한다.